# Střed mého světa
Die Mitte der Welt ( Střed mého světa) je německý hraný film z roku 2016, který režíroval Jakob M. Erwa podle vlastního scénáře. Film byl natočen podle stejnojmenného románu Andrease Steinhöfela z roku 1998 a zachycuje problémy dospívajícího mladíka. Film měl premiéru 26. června 2016 na filmovém festivalu v Mnichově.

## Děj
17letý Phil se vrací z letního tábora zpět domů, kde žije se svou matkou Glass a svou sestrou dvojčetem Dianne ve staré vile. Phil zjišťuje, že se za jeho nepřítomnosti zhoršily vztahy mezi jeho sestrou a matkou, které spolu téměř nemluví. Ani s ním už Dianne skoro nekomunikuje, ačkoliv byl jejich vztah doposud velmi úzký. Poslední dny prázdnin proto Phil tráví téměř výhradně se svou spolužačkou a nejlepší kamarádkou Kat. Na začátku školy přichází do třídy nový student Nicholas. Mezi ním a Philem se vytvoří vášnivý vztah. Phil si ale není jistý, jestli ho Nicholas také miluje. Jednoho dne nečekaně přistihne Nicholase a Kat při sexu, což pro Phila znamená zhroucení všech jeho snů.
Dalším velkým problémem obou dvojčat je, že neznají svého otce a matka jim odmítá říct, kdo jím je. Navíc každého potenciálního partnera vždy opustí. Phil zpozoruje, že Dianne každý večer tajně opouští dům. Jednoho dne ji sleduje až k nemocnici. Zde se dozví, proč už Dianne nemluví s matkou. Důvodem je dávná nehoda, kdy Glass čekala třetí dítě a nečekaně potratila. Po zhrouceném vztahu s Nicholasem Phil zjišťuje, že střed světa každého člověka tvoří jeho vlastní rodina. Phil se rozhodne strávit nějaký čas ve Spojených státech, mj. také proto, že by chtěl nalézt svého otce.

## Obsazení
| Louis Hofmann           | Phil         |
| Sabine Timoteo          | Glass        |
| Jannik Schümann         | Nicholas     |
| Ada Philine Stappenbeck | Dianne       |
| Inka Friedrich          | Tereza       |
| Svenja Jung             | Kat          |
| Sascha Alexander Geršak | Michael      |
| Nina Proll              | Pascal       |
| Thomas Goritzki         | učitel Hänel |
| Clemens Rehbein         | Kyle         |

## Ocenění
- Mezinárodní filmový festival v Moskvě – nominace v hlavní soutěži
- Filmový festival Mnichov – nominace v kategoriích nejlepší scénář, nejlepší režie, nejnadějnější producent a nejnadějnější herec/herečka (Ada Philine Stappenbeck, Svenja Jung)
- Filmkunstmesse Lipsko – cena mladé poroty (Jakob M. Erwa)
- Rakouská filmová cena – nejlepší filmová hudba (Paul Gallister), nominace v kategorii nejlepší zvuk (Jörg Kidrowski, Veronika Hlawatsch, Bernhard Maisch)
- Bavorská filmová cena – nejnadějnější režisér (Jakob M. Erwa)
- Biberacher Filmfestspiele – cena publika (Jakob M. Erwa)
- International Queer Film Festival Hamburg – cena publika
- Romyverleihung – nominace za nejlepší filmový scénář (Jakob M. Erwa)
- New Faces Awards – vítěz v kategorii nejlepší filmový debut (Jakob M. Erwa)